# Therica Wilson-Read
Therica Wilson-Read (Londra, 23 giugno 1993) è un'attrice britannica.

## Biografia
Nata a Londra, proviene da una famiglia cristiana.
Si è laureata all'Università di Exeter, formandosi nel campo della drammaturgia, e in seguito ha frequentato dei corsi di recitazione alla Royal Academy of Dramatic Art.

### Carriera
Ha debuttato sul piccolo schermo in diversi ruoli all'interno di alcuni cortometraggi: Fred (2016), Waiting Game (2016), The Believer (2017), Conspicio (2017) e Surfactant (2018). Per poi farsi conoscere dal grande pubblico nel ruolo di Sabrina Glevissig, nella serie televisiva fantasy The Witcher, prodotta da Netflix: la sua aggiunta al cast principale è stata annunciata il 10 ottobre 2018, insieme a quella di Anya Chalotra, Freya Allan, MyAnna Buring, Jodhi May, Björn Hlynur Haraldsson, Adam Levy e Mimi Ndiweni.
Sul grande schermo, invece, sono noti i suoi ruoli in produzioni britanniche indie: Fox Trap (2016), Suicide Club (2017) e Profile (2018). 
Nel 2023 prende parte al lungometraggio fantascientifico Coyote, diretto da Dustin Curtis Murphy, e rilasciato nell'America del Nord a partire dal 20 giugno, dopo esser stato acquistato dalla Gravitas Ventures. Nello stesso anno entra a far parte di Back to Black, film biografico che segue le vicende della cantante britannica Amy Winehouse fino alla sua prematura scomparsa: sotto la regia di Sam Taylor Johnson, affiancherà Marisa Abela, Jack O'Connell, Eddie Marsan, Juliet Cowan e Lesley Manville.

## Filmografia

### Cinema
- The Last Call, regia di Richard Duffy (2014)
- Fox Trap, regia di Jamie Weston (2016)
- Tony, regia di Jack Veasey (2017)
- Suicide Club, regia di Maximilian von Vier (2017)
- Profile, regia di Timur Bekmambetov (2018)
- Coyote, regia di Dustin Curtis Murphy (2023)
- Stopmotion, regia di Robert Morgan (2023)
- Back to Black, regia di Sam Taylor-Johnson (2024)

### Televisione
- The Witcher – serie TV, 10 episodi (2019-2023)
- Il giovane Wallander (Young Wallander) – serie TV, episodio 1x01 (2020)

### Cortometraggi
- Fred, regia di Richard Summers-Calvert e Jamie Weston (2016)
- Waiting Game, regia di Richard Summers-Calvert (2016)
- The Believer, regia di Lucy Bowers (2017)
- Sinners, regia di Jamie Weston (2017)
- Surfactant, regia di Stefano Guerriero (2018)

## Doppiatrici italiane
Nelle versioni in italiano delle opere in cui ha recitato, Therica Wilson-Read è stata doppiata da:
- Paola Majano[11] in The Witcher[12]